# Paul Quéré
 (octobre 2016).
Si vous disposez d'ouvrages ou d'articles de référence ou si vous connaissez des sites web de qualité traitant du thème abordé ici, merci de compléter l'article en donnant les références utiles à sa vérifiabilité et en les liant à la section « Notes et références ».
Paul Quéré, né le 22 septembre 1931 à Reims et mort le 30 juillet 1993 à Pont-l'Abbé, est un peintre, potier, et poète français, d'origine bretonne. Il fut à la fois revuiste, poète, écrivain, potier, céramiste, peintre, éditeur, musicien passionné de jazz et animateur radio.

## Biographie
De 1952 à 1956, Paul Quéré travaille au côté de Célestin Freinet. De 1953 à 1979, il vit en Provence y exerçant le métier de potier pour subvenir à ses besoins matériels qui lui permettront d'écrire et de peindre confortablement.
En 1979, il s'installe en Bretagne, toujours potier dans sa « poéterie » de Plonéour-Lanvern (Finistère). Il consacre dès lors plus de temps à l'écriture, à l'édition de ses ouvrages et, surtout, à la peinture.
De 1990 à 1993, il intègre le comité de choix des expositions de la maison de la baie d'Audierne en Tréguennec. Ce comité, composé de journalistes, écrivains, peintres et plasticiens, s'attachera au rayonnement culturel du lieu, unissant deux pans du patrimoine breton, le patrimoine culturel et le patrimoine naturel.
Paul Quéré est enterré dans le petit cimetière de Tréguennec dans la baie d'Audierne.

Proche de Kenneth White, il définit ainsi son « celtaoïsme » : 

« Celtaoïsme empire du sens / Où dialoguent le yang du granit / Et le yin de toutes les eaux. »

## Postérité
Paul Quéré laisse une œuvre écrite et peinte importante : une quinzaine d'ouvrages et des huiles sur toile et sur bois, acryliques, gouaches, pastels et dessins. Son œuvre est conservée par l'association Bodérès d'octobre à Plonéour-Lanvern dont le but est de la faire découvrir et la promouvoir.
Le prix Paul-Quéré, créé en 2015 par Les Éditions Sauvages, récompense un poète partageant la démarche, les valeurs et les qualités défendues par Paul Quéré. Décerné tous les deux ans, il offre au lauréat l'édition d'un recueil de poésie dans la collection « Ecriterres », du nom de la revue fondée et animée par Paul Quéré.

## Publications
- Chansons pour passer le temps, la Chandelle verte, 1957
- Oui, mais un jour viendra, L.T.D.H, 1975
- Allô, l'aurore ! Ne bougeons plus, L.T.D.H, 1976
- La Main à la plume, P.J. Oswald, 1977
- Du sel sur la queue du poisson, L.T.D.H, 1978
- Bice, Polder, 1982
- Suite bigoudène Effilochée, La Poéterie, 1982
- Puits et cendres, La Poéterie, 1985
- Passe-temps, Polder, 1986
- Avelioù, La Poéterie, 1988, prix de la fédération des Bretons de Paris en 1989
- Ana I, La Poéterie, 1994
- Bodérès d'octobre, L'Authenticiste, 1994
- Poèmes d'en Bretagne, Cahiers Blanc Silex, 1997
- Faisceaux, Bodérès d'octobre, 1997
- Murs mourants, supplément de la revue Décharge no 92, 1997
- Poèmes celtaoïstes (choix de textes 1979-1993)[4], préface de Marie-Josée Christien, postface de Bruno Geneste, Les Éditions Sauvages (collection Askell), 2014[5]
- Suite bigoudène effilochée[6] (nouvelle édition augmentée), avant-lire de Ariane Mathieu, dessins de Paul Quéré, Les Editions Sauvages (collection Phénix), 2016

### Revues
- Les Texticules Du Hasard, Draguignan, 10 numéros
- Ecriterres (10 numéros) et Le Nouvel Ecriterres[7](6 numéros), Plonéour-Lanvern

### Livres sur Paul Quéré
- Paul Quéré, l'œuvre peint, ouvrage publié pour l’exposition-rétrospective d’août 2000 – 60 reproductions couleurs – préface de Bernard Noël, textes de Jean-Claude Schneider et François Rannou, éditions Apogée, 2000
- A l'horizon des terres infinies (Variations sur Paul Quéré), Marie-Josée Christien. Témoignages, articles, études, photographies (Les Editions Sauvages, collection La Pensée Sauvage), 2019[8]

## Expositions
- 1982 : Galerie de Lambour, Pont-l'Abbé (Finistère)
- 1985 : Maison des poètes, Cité du Livre, Bécherel (Ille-et-Vilaine)
- 1989 : Centre culturel, Le Guilvinec (Finistère)
- 1990 : Manoir de Kerazan, Loctudy (Finistère)
- 1991 : « Format 22 », Ploufragan (Côtes-d'Armor)
- 1991 : « 7 poètes bretons » Maison de la baie d'Audierne, Tréguennec (Finistère)
- 1992 : « 14 peintres en baie d'Audierne », Pouldreuzic (Finistère)
- 1992 : « Les Estivales de Tinténiac », Tinténiac (Ille-et-Vilaine)
- 1992 : Galerie B, Pont-l'Abbé (Finistère)
- 1993 : Salon de la petite édition, Quimper (Finistère)
- 1994 : Galerie du Conseil Général, Quimper (Finistère)
- 1996 : Hôtel Mercure, Quimper (Finistère)
- 2000 : Moulin d'Andé, Andé (Eure)
- 2000 : Rétrospective au château de Pont-l'Abbé (Finistère)
- 2014 : Chez Max (ancienne maison du peintre et poète Max Jacob), Quimper (Finistère)[9]